# 山口県道25号宇部防府線
山口県道25号宇部防府線（やまぐちけんどう25ごう うべほうふせん）は、山口県宇部市から防府市に至る県道（主要地方道）である。

## 概要
宇部市山中の国道2号上山中交差点から山口市の山口テクノパーク、河原谷公園、山口宇部道路（山口県道6号山口宇部線）由良IC、藤尾山公園、周防大橋などを経て防府市台道の国道2号小俣交差点までを結ぶ。
起点 - 山口市秋穂二島字惣在所間、山口県道338号大海秋穂二島線、山口市秋穂東字中条 - 終点間を総称して、南部海岸道路と呼ばれている。

### 路線データ
- 起点：宇部市山中（上山中交差点、国道2号交点）
- 終点：防府市台道（小俣交差点、国道2号交点・山口県道21号山口防府線・山口県道58号防府環状線終点）

## 歴史
- 1993年（平成5年）5月11日 - 建設省から、県道山中佐山線・県道防府佐山線が宇部防府線として主要地方道に指定される[1]。
- 2015年（平成27年）12月25日 - 山口県告示第479号により、山口市秋穂東に新たな路線が供用される。
- 2019年（令和元年）12月24日 - 山口県告示第271号により、路線が変更される[2]。これにより、かつて存在していた狭隘区間（最狭3.5m）が区域から外される。

## 路線状況

### 重複区間
- 山口県道61号山口小郡秋穂線（山口市秋穂二島・惣在所交差点 - 山口市秋穂東）
- 山口県道58号防府環状線(防府市台道・大道南交差点 - 小俣交差点)

### 主な橋梁
- 周防大橋

## 地理
椹野川河口の山口湾を周防大橋で越える。

### 通過する自治体
- 宇部市
- 山口市
- 防府市

### 交差する道路
| 交差する道路                                                        | 市町村名 | 交差する場所               | 交差する場所                 |
| ------------------------------------------------------------------- | -------- | -------------------------- | ---------------------------- |
| 国道2号 国道9号 重複                                                | 宇部市   | 山中                       | 上山中交差点 / 起点          |
| 山口県道6号山口宇部線 / E2 山口宇部道路                             | 山口市   | 阿知須（あじす）           | 由良IC                       |
| 国道190号                                                           | 山口市   | 佐山                       | 土路石（どろいし）交差点     |
| 山口県道212号山口阿知須宇部線                                       | 山口市   | 佐山                       | 鳩岡交差点 阿知須東IC        |
| 山口県道61号山口小郡秋穂線 重複区間起点 山口県道338号大海秋穂二島線 | 山口市   | 秋穂二島（あいおふたじま） | 惣在所（そうざいしょ）交差点 |
| 山口県道61号山口小郡秋穂線 重複区間終点 山口県道194号山口秋穂線     | 山口市   | 秋穂東（あいおひがし）     |                              |
| 山口県道352号秋穂港線                                               | 山口市   | 秋穂東                     |                              |
| 山口県道338号大海秋穂二島線                                         | 山口市   | 秋穂東                     |                              |
| 山口県道58号防府環状線 重複区間起点                                 | 防府市   | 台道                       | 大道南交差点                 |
| 山口県道502号山口防府小郡自転車道線                                 | 防府市   | 台道                       | [ 3 ]                        |
| 国道2号 山口県道21号山口防府線 山口県道58号防府環状線 重複区間終点  | 防府市   | 台道                       | 小俣（おまた）交差点 / 終点  |

### 沿線の主な施設
- 山口テクノパーク
- 河原谷公園
- きらら浜
- 藤尾山公園